# 多邊形數
多邊形數是可以排成正多邊形的整數。古代數學家發現某些數目的豆子或珠子可以排成正多邊形。例如10可以排成三角形：
但它不能排成正方形，而9則可以：
有些數既可排成三角形，又可排成正方形，例如36（這些數稱為三角平方數）：
多邊形數可以幫助數數目。例如將一堆圓形的藥丸倒進一個等邊三角形的盒，便可以透過數每邊的藥丸數目來知道藥丸的數目。
將多邊形數擴充到下一個項的方法是，擴充某兩個相連的臂，然後將中間的空白處補上。下面的圖，每個增加的層用「+」表示。

## 詳細說明

### 六邊形數
1　　　6　　　　  15 　　　　　　 28

### 七邊形數
1　　　7　　　　  18 　　　　　　 34
1是任何多邊形數的第一項。
第n個s邊形數的公式是
{\displaystyle {\frac {n[(s-2)n-(s-4)]}{2}}}
費馬多邊形數定理指出每個數最多是n個n邊形的和。

## 參看
- 有形數
- 費馬多邊形數定理